# Glossostipula
Glossostipula là một chi thực vật có hoa trong họ Thiến thảo (Rubiaceae).

## Loài
Chi Glossostipula gồm các loài: